# Belippo cygniformis
Belippo cygniformis är en spindelart som beskrevs av Fred R. Wanless 1978. Belippo cygniformis ingår i släktet Belippo och familjen hoppspindlar. Inga underarter finns listade.